# Buto Facula
La Buto Facula è una struttura geologica della superficie di Ganimede.